# Tom Selleck
Thomas William „Tom” Selleck (ur. 29 stycznia 1945 w Detroit) – amerykański aktor, producent i scenarzysta. Odtwórca roli detektywa Thomasa Sullivana Magnum w serialu CBS Magnum (Magnum, P.I., 1980–1988), za którą otrzymał Złoty Glob dla najlepszego aktora w serialu dramatycznym.
W 1986 otrzymał własną gwiazdę w Alei Gwiazd w Los Angeles znajdującą się przy 6925 Hollywood Boulevard.

## Życiorys

### Wczesne lata
Urodził się w Detroit, w stanie Michigan jako jeden z trzech synów i czworga dzieci Marthy (z domu Jagger), szkockiej Amerykanki, i inwestora Selleck Properties – Roberta Deana Sellecka (1921–2001), Rusina, pochodzącego z północno-wschodniej Słowacji. Jego rodzina była pochodzenia irlandzkiego, szkockiego i niemieckiego. Dorastał w San Fernando Valley z dwoma braćmi – starszym Robertem Jr. (ur. 1944) i młodszym Danielem (ur. 1950) oraz siostrą Marthą. Kiedy miał cztery lata, jego rodzice przenieśli się do Sherman Oaks, dzielnicy Los Angeles, w Kalifornii. W 1962 ukończył szkołę średnią Ulysses S. Grant High School w Van Nuys, w Kalifornii, gdzie ujawnił swoje umiejętności gry w baseball i koszykówkę. Otrzymał stypendium koszykarskie z Uniwersytetu Południowej Kalifornii w Los Angeles, gdzie studiował administrację przedsiębiorstw. Podczas studiów dorabiał jako model i rozpoczął współpracę z telewizją, angażując się do reklam takich jak Pepsi-Cola, cygara Salem i Revlon.
Ukończył kurs aktorski w Talent School przy wytwórni filmowej 20th Century Fox i studiował aktorstwo w Beverly Hills Playhouse pod kierunkiem Miltona Katselasa. Odbył służbę w kalifornijskiej Gwardii Narodowej Stanów Zjednoczonych.

### Kariera

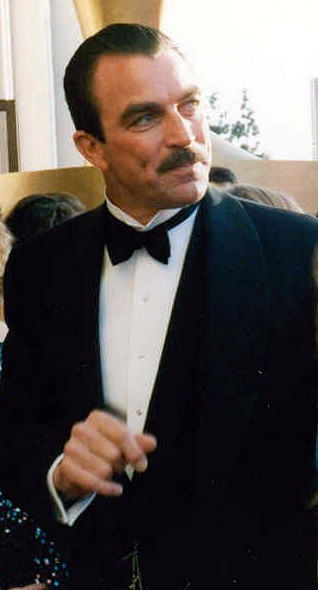
Tom Selleck (1989)

W 1967 podpisał siedmioletni kontrakt z 20th Century Fox. Po gościnnym udziale w serialach: westernie CBS Lancer (1969) u boku Sama Elliotta jako kowboj w barze i NBC Świat orlicy (Bracken's World, 1969) z Natalie Wood zadebiutował na dużym ekranie w komedii Myra Breckinridge (1970) u boku Mae West, Johna Hustona, Raquel Welch i Farrah Fawcett. Następnie zagrał niewielką rolę wydawcy Phila Sanforda w dramacie Siedem minut (The Seven Minutes, 1971) z Marianne McAndrew.
Pojawił się gościnnie w serialach: ABC FBI (The F.B.I., 1973), ABC Marcus Welby, lekarz medycyny (Marcus Welby, M.D., 1974, 1975), operze mydlanej CBS Żar młodości (The Young and the Restless, 1974–1975), ABC Ulice San Francisco (The Streets of San Francisco, 1975), NBC Lucas Tanner (1975), ABC Aniołki Charliego (Charlie’s Angels, 1976) i sitcomie ABC Taxi (1978). Początkowo miał zagrać Indianę Jonesa, lecz ostatecznie rolę tę otrzymał Harrison Ford.
Uznanie i sławę zdobył kreacją tropikalnego detektywa Thomasa Sullivana Magnum w serialu Magnum (Magnum, P.I., 1980–1988), za którą został uhonorowany w 1984 nagrodą Emmy i w 1985 odebrał nagrodę Złotego Globu. Wcześniej, w 1982 i 1983 odebrał nagrodę Złotego Jabłka. Zagrał jednego z trzech przybranych tatusiów w komedii romantycznej Trzech mężczyzn i dziecko (3 Men and a Baby, 1987) i jej sequelu Trzech mężczyzn i mała dama (3 Men and a Little Lady, 1990). Za rolę szczęśliwego męża i ojca, którego życie zmienia się w koszmar, gdy wprowadzają się do niego rodzice w komediodramacie Szalona rodzinka (Folks!, 1992) był nominowany do Złotej Maliny dla najgorszego aktora, a postać króla Ferdynanda w biograficzno-przygodowym filmie Kolumb odkrywca (Christopher Columbus: The Discovery, 1992) przyniosła mu Złotą Maliną dla najgorszego aktora drugoplanowego. W 1991 był szóstym najlepiej opłacanym aktorem na świecie (z honorarium w wysokości 5,5 mln dol.).
Za postać doktora Richarda Burke, przyjaciela Moniki Geller (Courteney Cox) w sitcomie NBC Przyjaciele (Friends, 1996–2000) otrzymał nominację do nagrody Emmy. Za rolę reportera telewizyjnego i otwarcie przyznającego się do swojej orientacji seksualnej geja w komedii Przodem do tyłu (In & Out, 1997) zdobył nominację do nagrody Blockbuster Entertainment oraz za najlepszy pocałunek z Kevinem Kline’em był nominowany do MTV Movie Award. W 2001 zadebiutował na scenie Broadwayu w sztuce Tysiąc klownów (A Thousand Clowns). W serialu ABC Orły z Bostonu (Boston Legal, 2006) wystąpił w roli Ivana Tiggsa.
Był na okładkach magazynów takich jak „TV Guide”, „People”, „Parade”, „GQ”, „McCall’s” i „Entertainment Weekly”.

## Życie prywatne
15 maja 1971 poślubił modelkę i aktorkę Jacquelyn Ray, z którą rozwiódł się 10 sierpnia 1982. Spotykał się z Jill St. John (1981) i Mimi Rogers (1982–1983). 7 sierpnia 1987 roku ożenił się z aktorką i tancerką Jillie Joan Mack, z którą ma córkę Hannah Margaret (ur. 1988). Jest ojczymem Kevina (ur. 1966).

## Filmografia

### Filmy
| Rok  | Tytuł                                                      | Rola                               | Reżyser             |
| ---- | ---------------------------------------------------------- | ---------------------------------- | ------------------- |
| 1970 | Myra Breckinridge                                          | Stud                               | Michael Sarne       |
| 1971 | Siedem minut                                               | Phil Sanford                       | Russ Meyer          |
| 1972 | Córki szatana (Daughters of Satan)                         | James Robertson                    | Hollingsworth Morse |
| 1973 | Terminal Island                                            | dr Milford                         | Stephanie Rothman   |
| 1976 | Bitwa o Midway                                             | doradca kapitana Cyrila            | Jack Smight         |
| 1977 | The Washington Affair                                      | Jim Hawley                         | Victor Stoloff      |
| 1978 | Śpiączka (Coma)                                            | Sean Murphy                        | Michael Crichton    |
| 1978 | Superdome (TV)                                             | Jerry Jameson                      | Michael Crichton    |
| 1978 | Cygańscy wojownicy (The Gypsy Warriors)                    | kapitan Theodore 'Ted' Brinkenhoff | Lou Antonio         |
| 1983 | Podniebna droga do Chin (High Road to China)               | Patrick O' Malley                  | Brian G. Hutton     |
| 1984 | Lassiter                                                   | Nick Lassiter                      | Roger Young         |
| 1984 | Ucieczka (Runaway)                                         | Sierżant Jack R. Ramsay            | Michael Crichton    |
| 1987 | Trzech mężczyzn i dziecko (Three Men and a Baby)           | Peter Mitchell                     | Leonard Nimoy       |
| 1989 | Niewinny człowiek (An Innocent Man)                        | Jimmie Rainwood                    | Peter Yates         |
| 1989 | Jej alibi (Her Alibi)                                      | Phil Blackwood                     | Bruce Beresford     |
| 1990 | Quigley na Antypodach (Quigley Down Under)                 | Matthew Quigley/Roy Cobb           | Simon Wincer        |
| 1990 | Trzech mężczyzn i mała dama (Three Men and a Little Lady)  | Peter Mitchell                     | Emile Ardolino      |
| 1992 | Kolumb odkrywca (Christopher Columbus: The Discovery)      | król Ferdynand Aragoński           | John Glen           |
| 1992 | Szalona rodzinka (Folks!)                                  | Jon Aldrich                        | Ted Kotcheff        |
| 1992 | Baseballista (Mr. Baseball)                                | Jack Elliot                        | Fred Schepisi       |
| 1995 | Otwarty sezon (Open Season)                                | Rock Maninoff                      | Robert Wuhl         |
| 1996 | Dzieciaki z charakterem (Kids for Character, dokumentalny) | Narrator                           |                     |
| 1997 | Przodem do tyłu (In & Out)                                 | Peter Malloy                       | Frank Oz            |
| 1999 | List miłosny (The Love Letter)                             | George Matthias                    | Peter Chan          |
| 2007 | Rodzinka Robinsonów (Meet the Robinsons)                   | Cornelius Robinson (głos)          | Stephen J. Anderson |
| 2010 | Pan i pani Kiler (Killers)                                 | Pan Kornfeldt (ojciec Jennifer)    | Robert Luketic      |
| 2012 | Ted                                                        | Tom Selleck (cameo)                | Seth MacFarlane     |

### Filmy TV
| Rok  | film fabularny/serial TV                                          | Rola                            |
| ---- | ----------------------------------------------------------------- | ------------------------------- |
| 1970 | Nazywają mnie pan Tibbs (The Movie Murderer)                      | Mike Beaudine                   |
| 1974 | A Case of Rape                                                    | Stan                            |
| 1975 | Returning Home                                                    | Fred Derry                      |
| 1976 | Bitwa o Midway (Midway)                                           | doradca kapitana Cyrila Simarda |
| 1977 | Bunco                                                             | Gordean                         |
| 1978 | Superdome (reż. Michael Crichton)                                 | Jerry Jameson                   |
| 1979 | The Chinese Typewriter                                            | Tom Boston                      |
| 1979 | Bracia Sackettowie (The Sacketts)                                 | Orrin Sackett                   |
| 1982 | Divorce Wars: A Love Story                                        | Jack Sturgess                   |
| 1982 | Jeźdźcy cienia (The Shadow Riders)                                | Mac Traven                      |
| 1995 | Kwestia zaufania (Broken Trust)                                   | Sądzia Timothy Nash             |
| 1996 | Ruby Jean i Joe (Ruby Jean and Joe)                               | Joe Wade                        |
| 1997 | Strzały nad Saber River (Last Stand at Saber River)               | Paul Cable                      |
| 2001 | Cena za życie (Crossfire Trail)                                   | Rafael „Rafe” Covington         |
| 2003 | Touch 'Em All McCall                                              | Touch McCall                    |
| 2003 | Samotny kowboj (Monte Walsh)                                      | Monte Walsh                     |
| 2003 | Daleko od siebie (Twelve Mile Road)                               | Stephen Landis                  |
| 2004 | Błędy odwracalne (Reversible Errors)                              | Larry Starczek                  |
| 2004 | Ike: Odliczanie do inwazji (Ike: Countdown to D-Day)              | generał Dwight Eisenhower       |
| 2005 | Zimny jak głaz (Stone Cold)                                       | Jesse Stone                     |
| 2006 | Jesse Stone: Śmierć w raju (Jesse Stone: Death in Paradise)       | Jesse Stone                     |
| 2006 | Jesse Stone: Nocne przejście (Jesse Stone: Night Passage)         | Jesse Stone                     |
| 2007 | Jesse Stone: Przemiana (Jesse Stone: Sea Change)                  | Jesse Stone                     |
| 2009 | Jesse Stone: Kruchy lód (Jesse Stone: Thin Ice)                   | Jesse Stone                     |
| 2010 | Jesse Stone: Bez żalu (Jesse Stone: No Remorse)                   | Jesse Stone                     |
| 2011 | Jesse Stone: Skażona niewinność (Jesse Stone: Innocents Lost)     | Jesse Stone                     |
| 2012 | Jesse Stone: Siła wątpliwości (Jesse Stone: Benefit of the Doubt) | Jesse Stone                     |
| 2015 | Jesse Stone: Zagubiony w raju (Jesse Stone: Lost in Paradise)     | Jesse Stone                     |

### Seriale TV
| Rok        | film fabularny/serial TV                           | Rola                      |
| ---------- | -------------------------------------------------- | ------------------------- |
| 1969       | Lancer                                             | Dobie                     |
| 1969       | Judd for the Defense                               | Zastępca                  |
| 1971       | Sarge                                              | Kapitan Denning           |
| 1973       | The Wide World of Mystery                          | Mark Brolin               |
| 1973       | FBI (The F.B.I.)                                   | Steve                     |
| 1973       | Owen Marshall: Counselor at Law                    | Brinkley                  |
| 1974       | Marcus Welby, lekarz medycyny (Marcus Welby, M.D.) | Pułkownik Rogers          |
| 1974–1975  | Żar młodości (The Young and the Restless)          | Jed Andrews               |
| 1975       | Marcus Welby, lekarz medycyny (Marcus Welby, M.D.) | Sierżant Ed Brock         |
| 1975       | Mannix                                             | Don Brady                 |
| 1975       | Ulice San Francisco (The Streets of San Francisco) | Jimmy Desco               |
| 1976       | Most Wanted                                        | Tom Roybo                 |
| 1976       | Aniołki Charliego (Charlie’s Angels)               | dr Alan Samuelson         |
| 1978       | Taxi (serial telewizyjny)                          | Mike Beldon               |
| 1978–1979  | The Rockford Files                                 | PI Lance White            |
| 1979       | Concrete Cowboys                                   | Will Eubanks              |
| 1980–1988  | Magnum (Magnum, P.I.)                              | Thomas Sullivan Magnum IV |
| 1982       | Simon i Simon (Simon & Simon)                      | Thomas Magnum             |
| 1982       | Mapeciątka (Muppet Babies)                         | głos                      |
| 1986       | Napisała: Morderstwo (Murder, She Wrote)           | Thomas Magnum             |
| 1996–2000  | Przyjaciele (Friends)                              | dr Richard Burke          |
| 1998       | Podkomisarz Brenda Johnson (The Closer)            | Jack McLaren              |
| 2005       | Żar młodości (The Young and the Restless)          | Jed Andrews               |
| 2006       | Orły z Bostonu (Boston Legal)                      | Ivan Tiggs                |
| 2007–2008  | Las Vegas                                          | A.J. Cooper               |
| 2010––2024 | Zaprzysiężeni (Blue Bloods)                        | komisarz Frank Reagan     |

## Nagrody
| Rok  | Nagroda               | Kategoria                                                      | Film / Serial          |
| ---- | --------------------- | -------------------------------------------------------------- | ---------------------- |
| 1981 | People’s Choice Award | Ulubiony wykonawca w nowym programie telewizyjnym              | –                      |
| 1982 | Złote Jabłko          | Gwiazda roku                                                   | –                      |
| 1983 | Złote Jabłko          | Gwiazda roku                                                   | –                      |
| 1983 | People’s Choice Award | Ulubiony męski wykonawca telewizyjny                           | –                      |
| 1984 | People’s Choice Award | Ulubiony męski wykonawca telewizyjny                           | –                      |
| 1984 | Nagroda „Bravo”       | Złota statuetka Bravo Otto dla najlepszej gwiazdy telewizyjnej | –                      |
| 1984 | Nagroda Emmy          | Wybitny aktor pierwszoplanowy w serialu dramatycznym           | Magnum                 |
| 1985 | Złoty Glob            | Najlepszy aktor w serialu dramatycznym                         | Magnum                 |
| 1985 | People’s Choice Award | Ulubiony wszechstronny artysta                                 | –                      |
| 1985 | People’s Choice Award | Ulubiony męski wykonawca telewizyjny                           | –                      |
| 1992 | Nagrody Złotego Buta  | –                                                              | –                      |
| 1993 | Złota Malina          | Najgorszy aktor drugoplanowy                                   | Kolumb odkrywca (1992) |